# ニモ (曲)
「ニモ」（ラテン語: Nemo）は、ナイトウィッシュの楽曲。2004年4月26日にアルバム『ワンス』からの第1弾シングルとして発売された。作詞作曲はツォーマス・ホロパイネン。レコーディングにはロンドン・フィルハーモニー管弦楽団が参加した。シングル盤は、フィンランドやハンガリーのシングルチャートで第1位を獲得した。
2005年に公開された映画『地獄の変異』でエンディングテーマとして使用された。

## 背景・曲の構成
本作の作詞作曲を手掛けたツォーマス・ホロパイネンは、「これまでに作った曲で『最も難しい曲』の1つ」と語っている。当初のアレンジはテンポが現行のものよりも速く、演奏時間が2分長かったが、レコーディング・エンジニアのテロ・キンヌネンの提案により、一部のセクションが省略され、テンポが約10BPM遅くなった。
題名は「誰でもない」を意味するラテン語（英語のnobodyと同義）であり、歌には喪失の気持ちや過去への憧憬が描かれている。しかし、題名の由来に関して様々な憶測を生んだ。例えば、ジュール・ヴェルヌ作の『海底二万里』に登場するネモ船長、チャールズ・ディケンズ作の『荒涼館』に登場するネモ、ウィンザー・マッケイ作の「リトル・ニモ」、ディズニー映画の『ファインディング・ニモ』などと関連付けられた。特に「ファインディング・ニモ」に関しては、この曲が発売される直前に公開されたため、またホロパイネンがそのアニメを制作したディズニーのマニアだったため、登場キャラクターのニモと混同された。それについてホロパイネンはインタビューで、「魚ではない！"誰でもない"を意味するラテン語であり、ディズニー映画とは関係がない。」と述べている。

## シングル盤収録曲
| 全作詞・作曲: ツォーマス・ホロパイネン。 |                                                            |                          |                          |      |
| #                                        | タイトル                                                   | 作詞                     | 作曲・編曲               | 時間 |
| 1.                                       | 「ニモ (ラジオ・エディット)」(Nemo (Radio Edit))           | ツォーマス・ホロパイネン | ツォーマス・ホロパイネン | 3:50 |
| 2.                                       | 「ニモ (オーケストラ・エディット)」(Nemo (Orchestra Edit)) | ツォーマス・ホロパイネン | ツォーマス・ホロパイネン |      |
| 合計時間:                                | 合計時間:                                                  | 3:50                     |                          |      |

| #         | タイトル                                                      | 作詞・作曲               | 時間  |
| --------- | ------------------------------------------------------------- | ------------------------ | ----- |
| 1.        | 「ニモ」(Nemo)                                                | ツォーマス・ホロパイネン | 4:28  |
| 2.        | 「プラネット・ヘル」(Planet Hell)                             | ツォーマス・ホロパイネン | 4:42  |
| 3.        | 「ホワイト・ナイト・ファンタジー」(White Night Fantasy)       | ツォーマス・ホロパイネン | 4:05  |
| 4.        | 「ニモ (オーケストラ・バージョン)」(Nemo (Orchestra version)) | ツォーマス・ホロパイネン | 4:37  |
| 5.        | 「エンハンスト・パート」(Enhanced Part)                       |                          | 4:05  |
| 合計時間: | 合計時間:                                                     | 合計時間:                | 21:57 |

| #         | タイトル                                                      | 作詞・作曲               | 時間  |
| --------- | ------------------------------------------------------------- | ------------------------ | ----- |
| 1.        | 「ニモ」(Nemo)                                                | ツォーマス・ホロパイネン | 4:36  |
| 2.        | 「リヴ・トゥ・テル・ザ・テイル」(Live to Tell the Tale)       | ツォーマス・ホロパイネン | 5:02  |
| 3.        | 「ニモ (オーケストラ・バージョン)」(Nemo (Orchestra version)) | ツォーマス・ホロパイネン | 4:37  |
| 4.        | 「ニモ (プロモーショナル・ビデオ)」(Nemo (Promotional Video)) |                          | 4:05  |
| 合計時間: | 合計時間:                                                     | 合計時間:                | 18:20 |

| #         | タイトル                                                      | 作詞・作曲               | 時間  |
| --------- | ------------------------------------------------------------- | ------------------------ | ----- |
| 1.        | 「ニモ」(Nemo)                                                | ツォーマス・ホロパイネン | 4:36  |
| 2.        | 「ホワイト・ナイト・ファンタジー」(White Night Fantasy)       | ツォーマス・ホロパイネン | 4:05  |
| 3.        | 「ニモ (オーケストラ・バージョン)」(Nemo (Orchestra version)) | ツォーマス・ホロパイネン | 4:37  |
| 4.        | 「プラネット・ヘル」(Planet Hell)                             | ツォーマス・ホロパイネン | 4:42  |
| 5.        | 「リヴ・トゥ・テル・ザ・テイル」(Live to Tell the Tale)       | ツォーマス・ホロパイネン | 5:02  |
| 合計時間: | 合計時間:                                                     | 合計時間:                | 23:02 |

| #         | タイトル                               | 作詞・作曲               | 時間  |
| --------- | -------------------------------------- | ------------------------ | ----- |
| 1.        | 「Nemo」(Video / Stereo & 5.1)         | ツォーマス・ホロパイネン | 4:05  |
| 2.        | 「Nemo」(Audio / Stereo & 5.1)         | ツォーマス・ホロパイネン | 4:36  |
| 3.        | 「Planet Hell」(Audio / Stereo & 5.1)  | ツォーマス・ホロパイネン | 4:42  |
| 4.        | 「The Making of Nemo」(Video / Stereo) |                          |       |
| 合計時間: | 合計時間:                              | 合計時間:                | 13:23 |

## チャート成績

### 週間チャート
| チャート (2004年)                      | 最高位 |
| -------------------------------------- | ------ |
| オーストリア (Ö3 Austria Top 40)       | 12     |
| ヨーロッパ (Eurochart Hot 100)         | 19     |
| フィンランド (Suomen virallinen lista) | 1      |
| ドイツ (GfK Entertainment charts)      | 6      |
| ハンガリー (MAHASZ)                    | 1      |
| オランダ (Single Top 100)              | 64     |
| ノルウェー (VG-lista)                  | 4      |
| スウェーデン (Sverigetopplistan)       | 12     |
| スイス (Schweizer Hitparade)           | 14     |
| UK シングルス (OCC)                    | 87     |
| UK ロック・アンド・メタル (OCC)        | 5      |

### 年間チャート
| チャート (2004年)                          | 順位 |
| ------------------------------------------ | ---- |
| オーストリア (Ö3 Austria Top 40)           | 65   |
| Finland Domestic (Suomen virallinen lista) | 1    |
| ドイツ (Official German Charts)            | 40   |
| スウェーデン (Sverigetopplistan)           | 93   |

## 認定と売上
| 国/地域                                             | 認定     | 認定/売上数 |
| --------------------------------------------------- | -------- | ----------- |
| フィンランド (Musiikkituottajat)                    | Platinum | 13,109      |
| * 認定のみに基づく売上数 ^ 認定のみに基づく出荷枚数 |          |             |

## クレジット
※出典
ナイトフィッシュ
- ターヤ・トゥルネン - ボーカル
- ツォーマス・ホロパイネン - キーボード、ピアノ
- エンプ・ヴオリネン - ギター
- ユッカ・ネヴァライネン - ドラムス
- マルコ・ヒエタラ - ベース

外部ミュージシャン
- ロンドン・フィルハーモニー管弦楽団 - オーケストラ、コーラス
- ピップ・ウィリアムス - オーケストラ・コーラルアレンジ
- ジェームズ・シェアマン - 指揮者
- ギャバン・ライト - オーケストラ・リーダー

スタッフ
- テロ・キンヌネン、ミッコ・カーミラ、エンプ・ヴオリネン - レコーディング・エンジニア
- ミッコ・カーミラ、ツォーマス・ホロパイネン - ミキシング
- ミカ・ユシラ - マスタリング
- トニ・ハエルコーネン - 写真家